# Mitrasacme lepidocalyx
Mitrasacme lepidocalyx är en tvåhjärtbladig växtart som beskrevs av W. V Fitzg.. Mitrasacme lepidocalyx ingår i släktet Mitrasacme och familjen Loganiaceae. Inga underarter finns listade i Catalogue of Life.